# Runcorn Linnets FC
Runcorn Linnets FC (celým názvem: Runcorn Linnets Football Club) je anglický fotbalový klub, který sídlí ve městě Runcorn v nemetropolitním hrabství Cheshire. Založen byl v roce 2006 po krachu původního Runcorn FC Halton. Od sezóny 2018/19 hraje v Northern Premier League Division One West (8. nejvyšší soutěž). Klubové barvy jsou zelená a žlutá.
Původně své domácí zápasy Runcorn odehrával ve městě Northwich, a to až do roku 2010. Po otevření nového stadionu v témže roce, hrají "The Linnets" své domácí zápasy v sídelním městě.

## Úspěchy v domácích pohárech
Zdroj: 
- FA Cup
  - 3. předkolo: 2013/14
- FA Vase
  - 3. kolo: 2008/09

## Umístění v jednotlivých sezonách
Stručný přehled
Zdroj: 
- 2006–2007: North West Counties League (Division Two)
- 2007–2008: North West Counties League (Division One)
- 2008–2018: North West Counties League (Premier Division)
- 2018– : Northern Premier League (Division One West)

Jednotlivé ročníky
Zdroj: 
Legenda: Z – zápasy, V – výhry, R – remízy, P – porážky, VG – vstřelené góly, OG – obdržené góly, +/- – rozdíl skóre, B – body, červené podbarvení – sestup, zelené podbarvení – postup, fialové podbarvení – reorganizace, změna skupiny či soutěže
| Anglie (2006 – ) |                                               |        |    |    |    |    |     |    |     |     |        |
| Sezóny           | Liga                                          | Úroveň | Z  | V  | R  | P  | VG  | OG | +/- | B   | Pozice |
| 2006/07          | North West Counties League (Division Two)     | 10     | 34 | 24 | 4  | 6  | 77  | 35 | +42 | 76  | 2.     |
| 2007/08          | North West Counties League (Division One)     | 9      | 38 | 14 | 6  | 18 | 53  | 64 | -11 | 48  | 12.    |
| 2008/09          | North West Counties League (Premier Division) | 9      | 42 | 16 | 7  | 19 | 64  | 84 | -20 | 55  | 11.    |
| 2009/10          | North West Counties League (Premier Division) | 9      | 42 | 17 | 6  | 19 | 75  | 78 | -3  | 57  | 11.    |
| 2010/11          | North West Counties League (Premier Division) | 9      | 42 | 16 | 8  | 18 | 68  | 77 | -9  | 56  | 12.    |
| 2011/12          | North West Counties League (Premier Division) | 9      | 42 | 22 | 10 | 10 | 70  | 62 | +8  | 76  | 5.     |
| 2012/13          | North West Counties League (Premier Division) | 9      | 42 | 21 | 9  | 12 | 82  | 58 | +24 | 72  | 6.     |
| 2013/14          | North West Counties League (Premier Division) | 9      | 42 | 29 | 8  | 5  | 103 | 39 | +64 | 95  | 2.     |
| 2014/15          | North West Counties League (Premier Division) | 9      | 40 | 28 | 8  | 4  | 89  | 39 | +50 | 92  | 2.     |
| 2015/16          | North West Counties League (Premier Division) | 9      | 42 | 32 | 2  | 8  | 97  | 35 | +62 | 98  | 2.     |
| 2016/17          | North West Counties League (Premier Division) | 9      | 42 | 27 | 9  | 6  | 105 | 45 | +60 | 90  | 4.     |
| 2017/18          | North West Counties League (Premier Division) | 9      | 44 | 31 | 7  | 6  | 122 | 36 | +86 | 100 | 2.     |
| 2018/19          | Northern Premier League (Division One West)   | 8      | 38 |    |    |    |     |    |     |     |        |